# Юля Верба
Юля Верба, справжнє ім'я Юлія Іванівна Вербинець (нар. 12 квітня 2003, м. Івано-Франківськ, Україна) — українська блогерка та інфлюенсерка.

## Життєпис
Народилась 12 квітня 2003 року в Івано-Франківську.
Займатися блогерством почала у 11 років, коли батьки подарували їй фотоапарат. 
У 2017 році створила свій обліковий запис в Instagram. Стала однією з небагатьох популярних українських блогерів з україномовним контентом та однією з перших українських лайфстайл-блогерів.
За рік на її сторінку підписалося близько 40 000 осіб. Коли кількість підписників досягла 300 000, почала запускати нові формати – відео, колаборації з іншими блогерами. 
У 17 років на зароблені з блогу кошти придбала дві квартири у Івано-Франківську.  
До 2021 року акаунт 18-річної на той момент блогерки нараховував понад 3 млн підписників, що робило її однією з наймолодших популярних блогерів в українському сегменті соцмереж. 
Іноді з'являється в пародійних кліпах YouTube-каналу Silirada.

## Особисте життя
Тривалий час зустрічалась із блогером Денисом Притулою, однак у 2023 році пара остаточно розірвала стосунки. У липні 2023 року стало відомо, що у блогерки є нові стосунки з, як стало пізніше відомо, підприємцем Костянтином Золотухіним. Пара оголосила про заручини в жовтні 2023 року. За словами блогерки, вона не планує одружуватись до кінця російсько-української війни. 18 вересня 2024 року в пари народилась донька Роза.

## Скандали
Під час повномасштабної російсько-української війни потрапляла в публічні скандали через рекламу людей, які мали відношення до Росії чи російського бізнесу.

## Відзнаки
- Премія «Найкращий лайфстайл-блогер» від інфлюенсер-платформи Blogger Zone[3].
- «30 найпопулярніших інфлюенсерів України» (21 місце) від Форбс Україна (2020)[10]
- «Топ-50 блогерів України» (1 місце) за голосуванням читачів журналу «Фокус» (2021)[11]
- «Топ-100 найвпливовіших жінок України» (100 місце) за версією журналу «Фокус» (2021)[12]
- «Топ-50 блогерів України» (14 місце) за голосуванням читачів журналу «Фокус» (2024)[13]